# Kounice
Kounice är en köping i Tjeckien.   Den ligger i regionen Mellersta Böhmen, i den centrala delen av landet, 30 km öster om huvudstaden Prag. Kounice ligger 210 meter över havet och antalet invånare är 948.
Terrängen runt Kounice är platt, och sluttar norrut. Runt Kounice är det ganska glesbefolkat, med 45 invånare per kvadratkilometer. Närmaste större samhälle är Černý Most, 19,7 km väster om Kounice. Trakten runt Kounice består till största delen av jordbruksmark.